# Mosannona xanthochlora
Mosannona xanthochlora är en kirimojaväxtart som först beskrevs av Friedrich Ludwig Diels, och fick sitt nu gällande namn av Laurentius 'Lars' Willem Chatrou. Mosannona xanthochlora ingår i släktet Mosannona och familjen kirimojaväxter. Inga underarter finns listade i Catalogue of Life.